# Bloody Mondays & Strawberry Pies
Bloody Mondays & Strawberry Pies is een documentaire uit 2008, van de Nederlandse regisseur Coco Schrijber. Het camerawerk is van Martijn van Broekhuizen.
Het hoofdthema is verveling en ons onvermogen om ons aan het nietsdoen over te geven. Schrijber volgt Lena Karssenberg, een jonge vrouw uit Doetinchem die bij een bakkerij van HEMA aan de lopende band aardbeientaarten afwerkt, en intussen over een beter leven mijmert.

Andere personen in de film zijn de nomade Moha El Bourki die toeristentripjes verzorgt in de Sahara, de Wall Street-handelaren Golan Lewkowicz en de 101 jaar oude Irving Kahn, de 96-jarige voormalig SOE-agente Nancy Wake, de Frans-Poolse schilder Roman Opalka die al 42 jaar het verglijden van de tijd schildert, en Brenda Spencer, een Amerikaanse vrouw die in 1979 als 16-jarige tiener uit verveling op maandagochtend twee personen doodschoot en acht schoolkinderen en een politieman verwondde. Gevraagd naar haar motief zou ze destijds hebben geantwoord dat ze niet van maandagen hield en dat de schietpartij een beetje leven in de brouwerij bracht.
De voice-over is van John Malkovich, die toepasselijke citaten declameert uit Aantekeningen uit het ondergrondse (1864) van Fjodor Dostojevski en uit American Psycho (1991) van Bret Easton Ellis. Daarnaast wordt voorgelezen uit brieven van Brenda Spencer.
De opnamen zijn onder andere gemaakt in Doetinchem, New York, Berlijn, de Sahara, en Bazérac. Ook wordt archiefmateriaal gebruikt, onder andere van de arrestatie van Brenda Spencer.
De film duurt 80 minuten. Voor vertoning op televisie (IKON) werd een versie van 62 minuten gemonteerd.
Schrijber had First Kill (2001) gemaakt en had daarna al ideeën over deze film, maar stelde het werken eraan aanvankelijk uit. Pas na Mooie wereld (2004) begon ze aan Bloody Mondays & Strawberry Pies.

## Ontvangst
De film werd goed ontvangen en kreeg op het Nederlands Film Festival 2008 een Gouden Kalf voor Beste lange documentaire. In het jury-rapport wordt opgemerkt dat de film "je nog dagen in verwondering achterlaat en telkens weer nieuwe vragen oproept".
Kevin Toma van de Volkskrant was minder enthousiast; hij vond de film overvol en te bezig.

## Trivia
- Om John Malkovich te strikken bedacht Schrijber een list. Ze wist dat borduren diens hobby is, en besloot Malkovich een geborduurde brief te sturen waarin ze hem vroeg aan haar film mee te werken. De oude vrouw die ze had gevraagd de brief te borduren schoot niet erg op, en uiteindelijk bleek een e-mailbericht voldoende om Malkovich over te halen.[5]
- In de film covert Lena Lena Karssenberg het nummer Perfect Day (1972) van Lou Reed.